# Snäckholmen
Snäckholmen är en ö i Finland. Den ligger i Finska viken och i kommunen Lovisa i den ekonomiska regionen  Lovisa i landskapet Nyland, i den södra delen av landet. Ön ligger omkring 65 kilometer nordöst om Helsingfors.
Öns area är 5 hektar och dess största längd är 320 meter i sydöst-nordvästlig riktning.